# Cyprinella bocagrande
Cyprinella bocagrande là một loài cá vây tia thuộc họ Cyprinidae. Đây là loài đặc hữu của México.